# Chaetofoveolocoris
Chaetofoveolocoris is een geslacht van wantsen uit de familie van de Miridae (Blindwantsen). Het geslacht werd voor het eerst wetenschappelijk beschreven door Knight in 1968.

## Soorten
Het genus bevat de volgende soorten:

- Chaetofoveolocoris hirsutus (Knight, 1968)
- Chaetofoveolocoris parsoni Schwartz, 1989